# Tricyphona elegans
Tricyphona elegans är en tvåvingeart. Tricyphona elegans ingår i släktet Tricyphona och familjen hårögonharkrankar.

## Underarter
Arten delas in i följande underarter:
- T. e. elegans
- T. e. invaripes